# M26手榴弾

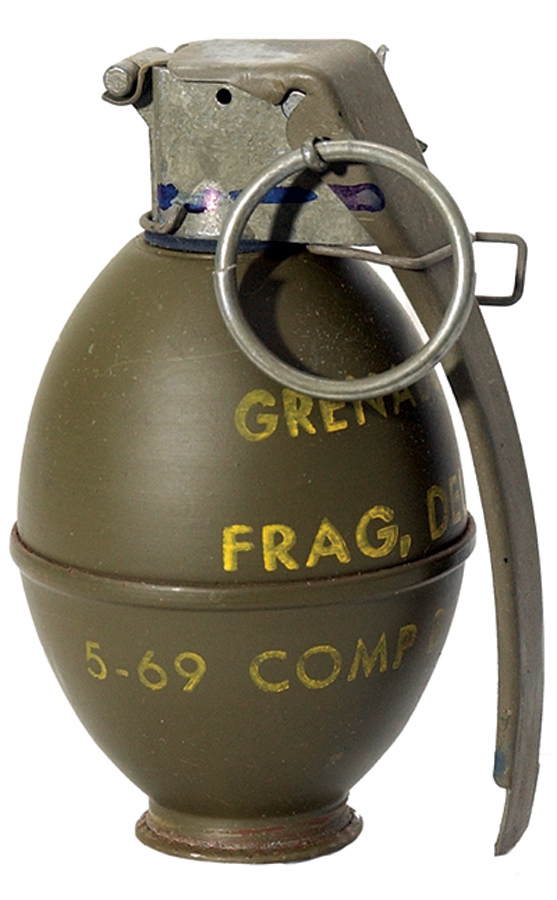
M61。安全ピンの引き環の下に、安全レバーを押さえるためのジャングルクリップが見えている。

M26手榴弾 (M26 grenade) は、アメリカ軍が開発した破片手榴弾である。マークII手榴弾の後継として開発された。

## 概要
従来の手榴弾は爆発時の破片生成が不規則で、まったく予測不可能であり、能力が均一に発揮されなかった。この手榴弾では、手榴弾の世界で初めて科学的手法に基づいた破片生成過程の解析が行われ、それを元に手榴弾の全方位に均一に破片が飛び散るように設計された。従来の手榴弾は爆薬を少なく弾殻を重くして殺傷能力を強めていたので、大きな破片が予想外に遠方まで飛来して投擲者を危険にさらすことがあったのに対し、この手榴弾は爆薬を多くして細かい軽量な鋼製ワイヤが高速で飛び散るように設計されているため、特定の範囲には確実な効果を発揮するが、軽量な破片は空気抵抗により急速に速度が失われるため、投擲者の安全は確保されるように設計されている。手榴弾表面は滑らかな薄いスチール製弾体でできており、裏側には破片形成のために刻み目が入った鋼製ワイヤが張り付けられている。
マークII手榴弾の渾名が「パイナップル」であったため、「レモン」の渾名で呼ばれる場合があり、後継のM67破片手榴弾は「アップル」の渾名がある。ベトナム戦争などさまざまな戦争で使用され、マークII手榴弾と並んで西側諸国のベストセラーとなった。陸上自衛隊でも採用している。西ドイツではDM41として国産・採用された。オーストラリア軍もM26を採用したが、後にF1手榴弾 (オーストラリア)に取って代わられた。
初期型のM26A1、着発信管を搭載したM26A2、M26A1にジャングルクリップと呼ばれる安全装置（ジャングルクリップと安全ピンの両方を外さないと安全レバーを解放できない）を追加したM61の3種類が存在する。
アメリカ軍ではM67破片手榴弾が後継として配備されており、M26は現在使用されていない。

## スペック
- 長さ：99mm
- 直径：57mm
- 重量：454g
- 炸薬：コンポジションB
- 炸薬量：164g
- 延期信管：4秒

## 採用国
- アメリカ
- カナダ
- イギリス
- イスラエル
- オーストラリア
- ポルトガル
- 南アフリカ
- 南ベトナム
- 日本

## 登場作品

### 映画
『カジュアリティーズ』
『ダイ・ハード2』
テロリストたちが、バル・ベルデ軍の輸送機に乗り込んだ主人公のジョン・マクレーン刑事を吹き飛ばすため、マクレーンが閉じ込められている輸送機のコックピット内へ大量に投げ込む。
『ハード・ボイルド 新・男たちの挽歌』
『バイオハザードII アポカリプス』
アンブレラ社の傭兵部隊「U.B.C.S.」の1員であるユーリ・ロギーノワが、ゾンビに向かってM61を投げる。
『キングコング:髑髏島の巨神』
コール大尉が自爆攻撃を仕掛ける際に2発用意する。
『プラトーン』
『ホワイトハウス・ダウン』
ジェームズ・W・ソイヤー大統領がテロリストたちに向かって転がす。
『リーサル・ウェポン』
主人公の1人であるマータフ刑事が、娘を誘拐した密輸組織たちを脅すために使用するが、実は見た目がよく似た発煙弾であった。
『ワンス・アンド・フォーエバー』

### アニメ・漫画
『Re:CREATORS』
漫画版にて、十条駐屯地からメテオラが盗み出す。
『S -最後の警官-』
テロリストたちから供与を受けた半グレが、突入してきたSATを道連れに自爆するために使おうとする。
『ゲート 自衛隊 彼の地にて、斯く戦えり』
漫画・アニメ版に異世界へ派遣された自衛隊の装備として登場。イタリカ防衛線や帝都強襲作戦などで使用される。
『戦国自衛隊』
戦国時代へタイムスリップした自衛隊の装備として登場。自衛官だけでなく、彼らから使い方を習った戦国武者たちも使用する。
『ハカイジュウ』
単行本第8巻で新宿の戦闘に参加していた特殊生物対策部隊の隊員2人が、弾切れを起こした89式小銃に代わって特殊生物への攻撃に使用しようとするが、安全ピンを抜く前に敵味方問わずに殺傷する毒ガス兵器によって死亡したため、不発に終わる。

### 小説
『ルーントルーパーズ 自衛隊漂流戦記』
異世界へ飛ばされた自衛隊の装備として登場。フィルボルグ帝国軍に対して使用し、帝国軍の兵士たちは、手榴弾の仕組みを知らないためパニックに陥ってしまう。

### ゲーム
『グランド・セフト・オートシリーズ』
『GTAIV』『GTAIV:TLAD』『GTAIV:TBoGT』
「手榴弾」の名称でM61が登場する。
『GTAV』
「手榴弾」の名称でM61が登場する。
『バトルフィールド2 モダンコンバット』
USMCとEUの突撃兵と援護兵でM61を使用可能。
『マーセナリーズ』
「フラググレネード」の名称で登場する。ゲーム内テクスチャはM26なのだが、アイコンはM67破片手榴弾となっている。
『マーセナリーズ2 ワールド イン フレームス』
「手榴弾」の名称でM61が登場する。
『バイオハザード RE:2』
「破片手榴弾」の名称でM67が登場する。